# Luxemburgo nos Jogos Olímpicos de Inverno de 2006
Luxemburgo mandou 1 competidor para os Jogos Olímpicos de Inverno de 2006, em Turim, na Itália. A única atleta luxemburguesa foi a patinadora artística Fleur Maxwell, que competiu na prova individual feminina, terminando na 24ª posição.

## Desempenho

### Patinação artística
| Atleta        | Evento              | Programa curto | Programa curto | Programa longo | Programa longo | Total  | Total |
| Atleta        | Evento              | Pontos         | Pos.           | Pontos         | Pos.           | Pontos | Pos.  |
| ------------- | ------------------- | -------------- | -------------- | -------------- | -------------- | ------ | ----- |
| Fleur Maxwell | Individual feminino | 44.53          | 21 Q           | 65.04          | 24             | 109.57 | 24    |

Legenda
| Recorde mundial      | Recorde mundial (World record)               |                       | Recorde africano                      | Recorde africano (African) |                                           | Q | Classificado por posição (Qualified) |
| Recorde olímpico     | Recorde olímpico (Olympic record)            | Recorde da América    | Recorde da América (Americas)         | q                          | Classificado por melhor tempo (Qualified) |   |                                      |
| Melhor marca do ano  | Melhor marca do ano (World leading)          | Recorde asiático      | Recorde asiático (Asian)              | DNS                        | Não largou (Did not start)                |   |                                      |
| Recorde nacional     | Recorde nacional (National record)           | Recorde europeu       | Recorde europeu (European)            | DNF                        | Não terminou (Did not finish)             |   |                                      |
| Recorde pessoal      | Recorde pessoal do atleta (Personal best)    | Recorde da Oceania    | Recorde da Oceania (Oceania)          | DSQ / DQ                   | Desclassificado (Disqualified)            |   |                                      |
| Recorde da temporada | Recorde da temporada do atleta (Season best) | Recorde sul-americano | Recorde sul-americano (South America) | NM                         | Sem marca (No mark)                       |   |                                      |